# NGC 5114
NGC 5114 (również PGC 46828) – galaktyka soczewkowata (E/SB0?), znajdująca się w gwiazdozbiorze Centaura. Odkrył ją John Herschel 3 czerwca 1836 roku.